# Volvo 164
La Volvo 164 était une Grande routière de la marque Volvo produite entre l'été 1968 et le printemps 1975. 146 008 exemplaires furent produits avant son remplacement par la Volvo 264. La 164 est la première Volvo routière depuis la PV800 disparue en 1958.

## Historique
C'est Jan Wilsgaard qui est l'auteur du concept car P358 à la fin des années 1950. Ce dernier a donné ses lignes à la 164 mais pas son moteur V8. Le style est inspiré du cabriolet de la gamme P1900.
En 1968, Volvo a présenté la 164 comme la version haut de gamme de la série 140. Par rapport à cette dernière, les ailes, le capot, les pare-chocs, les phares et la calandre étaient spécifiques. De plus, l'auto est rallongée pour pouvoir accueillir le 6 cylindres en ligne de 3,0 litres de 130 ch. Son 6 cylindres est un dérivé du 4 cylindres présent sous le capot de la plupart des modèles de la gamme de l'époque.
L'intérieur possède un tableau de bord en imitation bois et des sièges en cuir. Elle entrait en concurrence avec les BMW E3, Mercedes-Benz W108 et Jaguar XJ6.

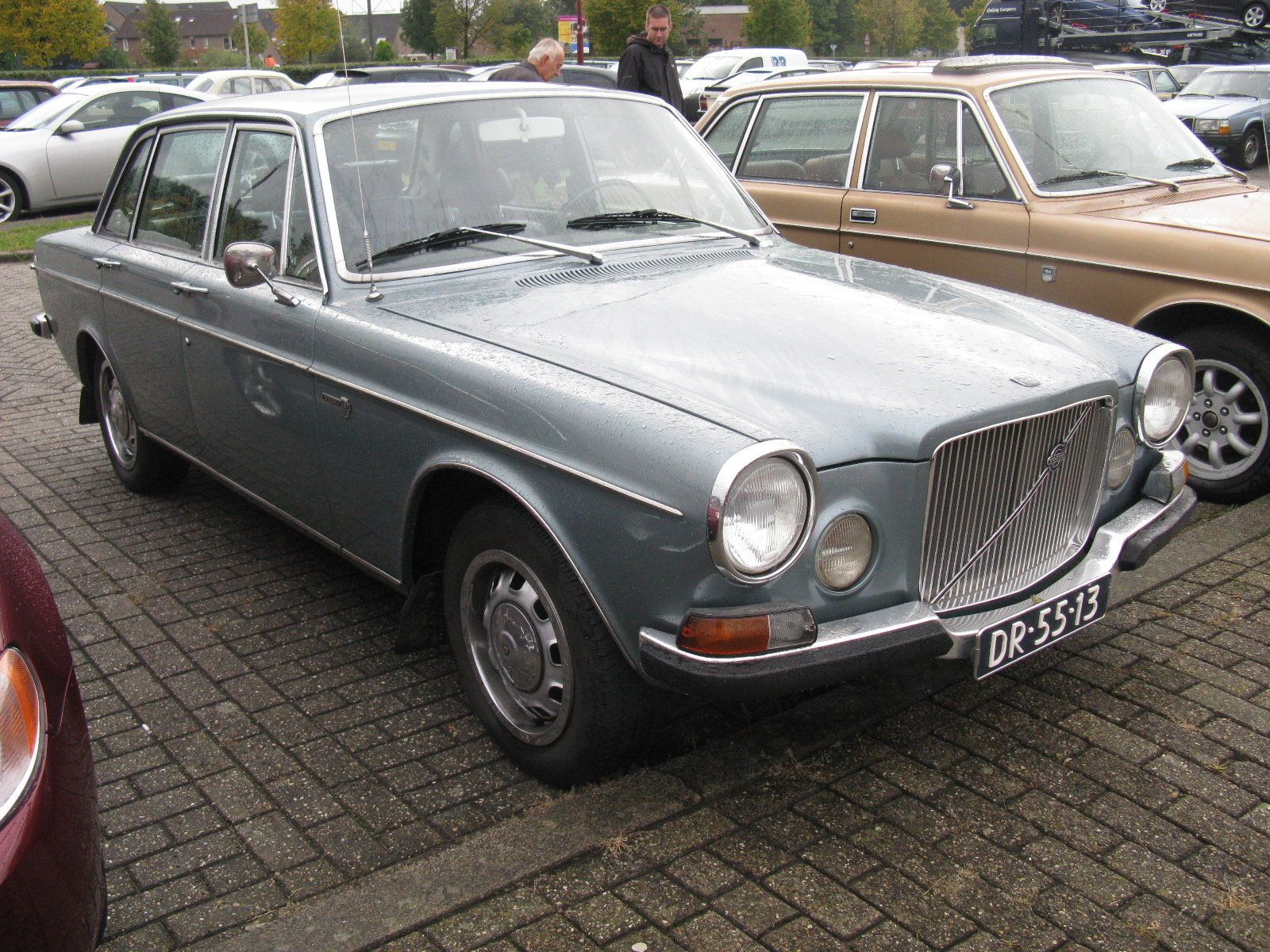
Volvo 164 (1968 - 1972)
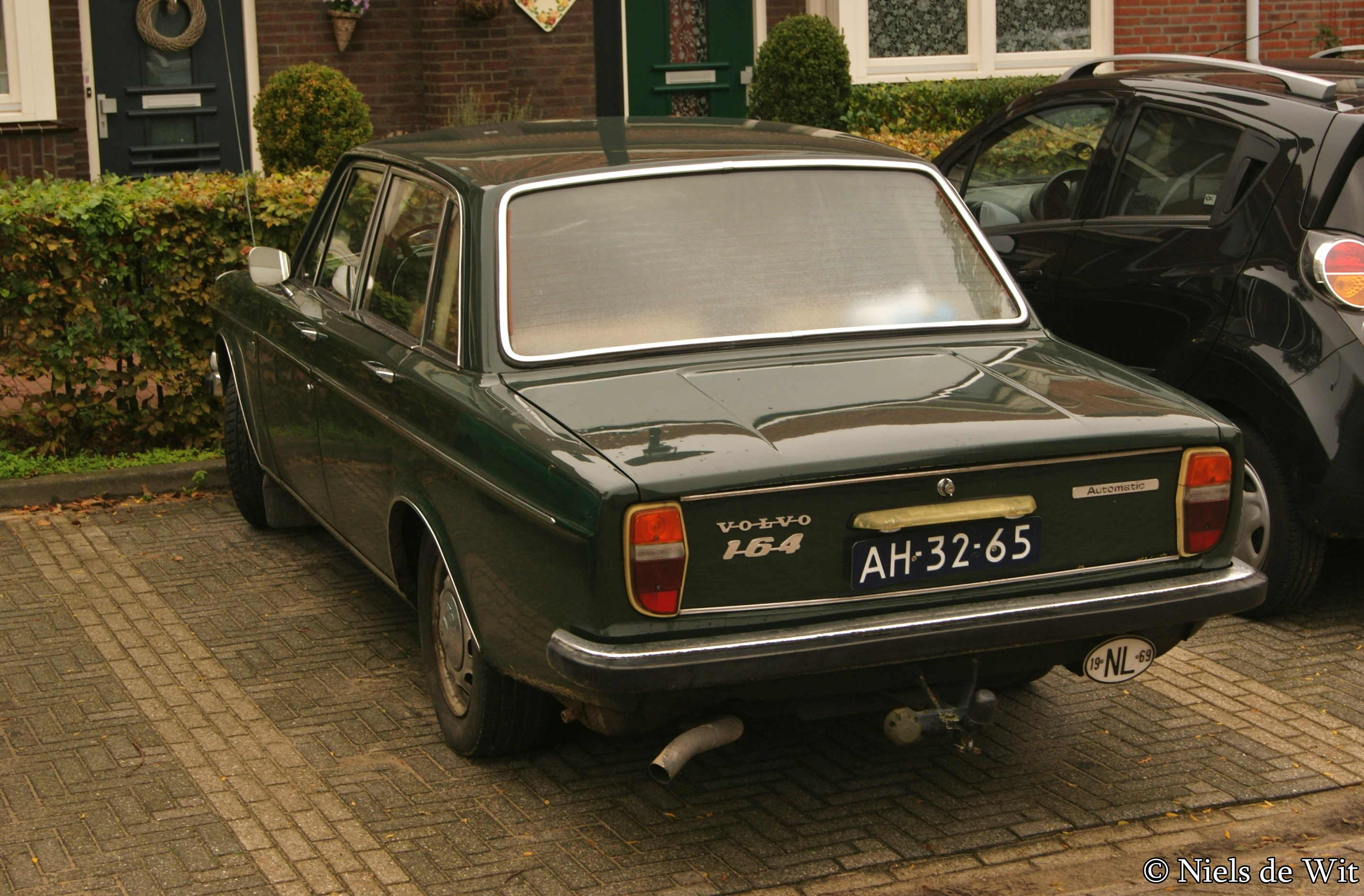
Volvo 164 (1968 - 1972)

## Restylage (1973 - 1975)
À partir de 1973, la 164 reçoit une nouvelle face arrière avec de nouveaux feux et de nouveaux pare-chocs, de nouveaux rétroviseurs et un nouveau tableau de bord. L'année suivante, la 164 est une des premières autos à se doter de sièges chauffants. Pour 1975, elle se dote de feux arrière plus gros, de nouveaux sièges et d'une nouvelle police des badges du modèle. Elle passe à 160 chevaux grâce à l'arrivée de l'injection, et devient 164E (le "E" de Einspritzung, injection en allemand).
En 1976 arrive sa remplaçante, la Volvo 264 équipée du V6 2,7 litres PRV.

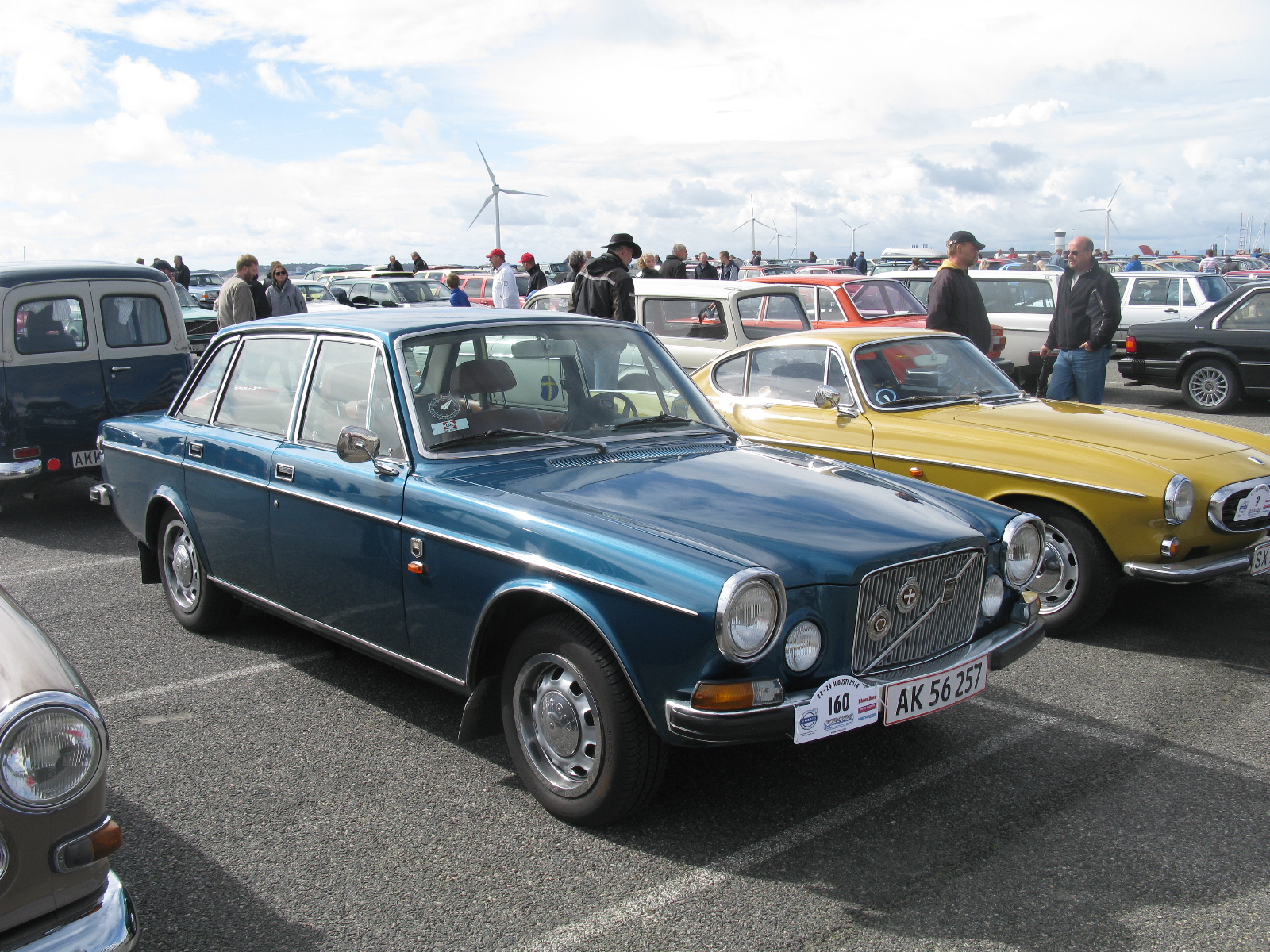
Volvo 164 (1973 - 1975)
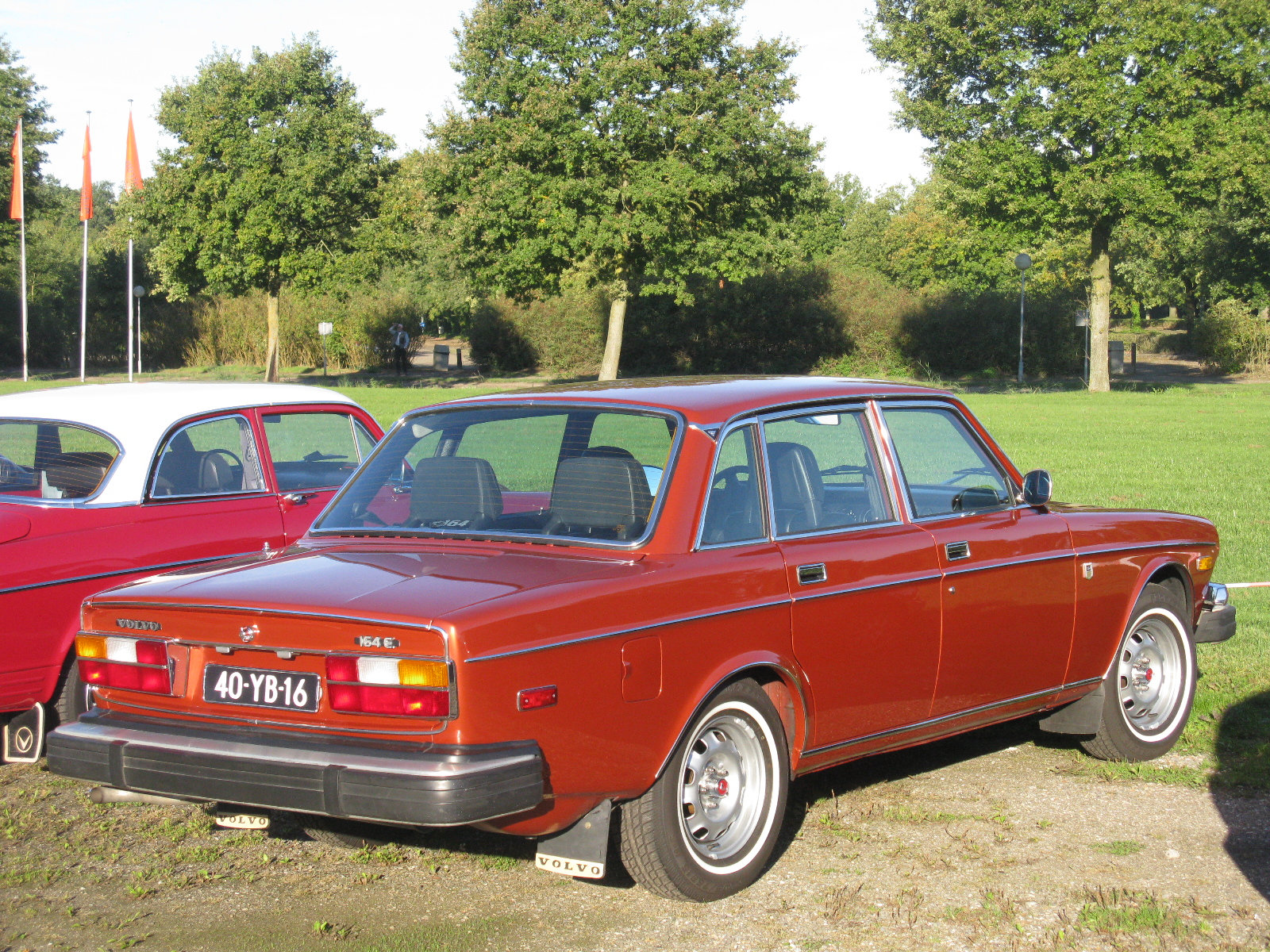
Volvo 164 (1973 - 1975)

## Autres
Pour créer le 262C, les ingénieurs ont utilisé une 164 comme prototype, notamment pour le design final de l'auto. L'exemplaire se trouve actuellement au musée Volvo de Göteborg en Suède. Ce prototype a été nommé 162 selon la dénomination Volvo car 162 pour série 100, 162 pour 6 cylindres et 162 pour 2 portes. Par opposition à la 164 dotée de quatre portes.

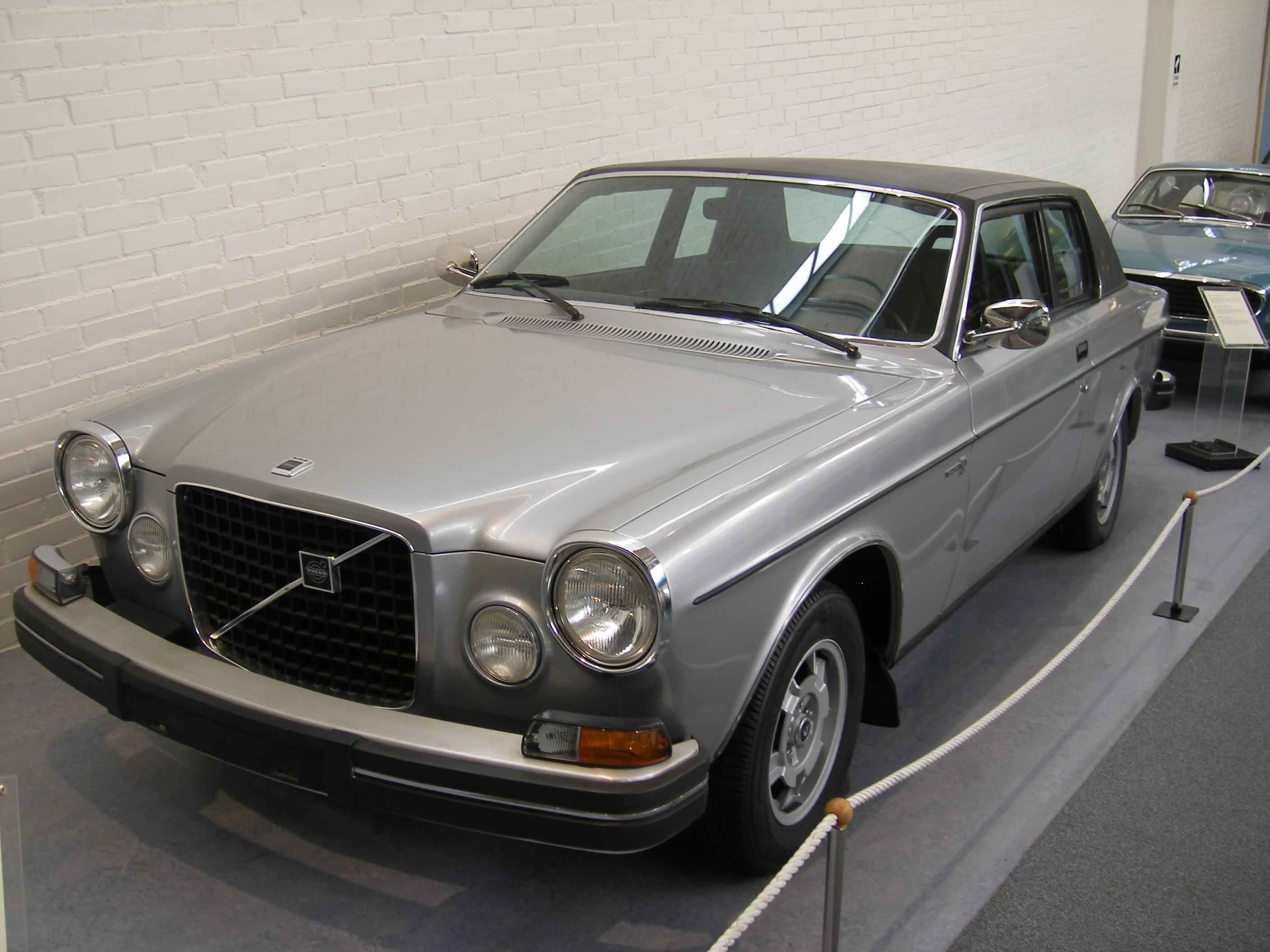
Volvo 262